# Inseticida

Fórmula química do DDT.

Inseticidas são substâncias usadas para matar insetos, incluindo ovos e larvas de insetos. Os inseticidas são usados na agricultura, na medicina, na indústria e por consumidores residenciais.
Ao longo da história, diversos tipos de materiais de origem natural já foram usados contra os insetos, tais como o mercúrio, o arsênico, a nicotina e o tabaco. Hoje se sabe que inclusive veneno de aranha pode servir como inseticida.
O desenvolvimento de novos inseticidas foi avançado pela necessidade de se criar produtos menos tóxicos. O notório DDT foi criado como uma alternativa mais segura,comparando os inseticidas anteriores, que usavam arsênico em sua composição. No entanto, o uso exagerado da substância pode oferecer riscos à natureza e ao homem.

## Técnicas de desinsetização
As técnicas de desinsetização (controle de insetos em áreas urbanas) são várias e, a escolha da técnica deve levar em consideração principalmente os locais ou instalações a serem desinsetizadas, a atividade que é realizada nessas instalações e o nível de infestação das pragas urbanas, nesse ponto deve-se ainda ter pleno conhecimento da espécie ou espécies que infestam o ambiente, sua biologia e comportamento. uma vez verificado essas variáveis, se faz a escolha da técnica e do inseticida, ou seja grupo químico, principio ativo e principalmente a formulação do inseticida. O controle de cupins de madeira seca ou subterrâneos é chamada de descupinização e envolve outras técnicas (específicas) para o controle de insetos xilófagos (que comem madeira). As técnicas de controle são bem diferentes para os cupins em geral e para as brocas de madeira se comparadas com o controle de insetos como baratas, moscas, formigas, traças etc., assim como para as pragas de grãos armazenados, que são insetos cujo desenvolvimento ocorrem em alimentos como farinhas, arroz, feijão, milho, chocolate ou seja alimentos armazenados. Para esse o controle populacional desses insetos são utilizadas outras técnicas diferentes das de controle de cupins e brocas e dos insetos como baratas, moscas, formigas, traças entre outros. Dessa forma pode-se avaliar que para usar as técnicas de controle de pragas é necessário conhecimento da biologia e comportamento das pragas, conhecer os grupos químicos, moléculas e formulações de inseticidas, saber avaliar a infestação e locais de tratamento e ter conhecer a legislação, pois cada setor da indústria, comércio, hospitais, moradias, clubes, aeronaves, ônibus, etc. tem exigências específicas a serem cumpridas.
O inseticida deve ser diluído em água de acordo com as informações do fabricante. Geralmente os inseticidas são classificados como "de pronto uso" ou "para uso exclusivo por empresas especializadas. Os de pronto uso destinam-se a serem adquiridos no comércio de varejo e utilizado em residências, e geralmente não deixam resíduos químicos. Já os inseticidas para uso exclusivo só podem ser comprados e manipulados por pessoas treinadas. No Brasil, empresas de controle de vetores e pragas urbanas devem ter em seu quadro de funcionários um responsável técnico. Os aplicadores são pessoas aptas a trabalhar com esses produtos domissanitários sob supervisão do responsável técnico. Além disso as empresas especializadas devem renovar o ALV.
As técnicas de aplicação:
- Pulverização - é a mais antiga e a mais comum das técnicas de aplicação. Usando um pulverizador o inseticida é diluído em água (no tanque do pulverizador)e depois de fechado é feito o bombeamento através de uma alavanca manual que pressuriza o líquido, apertando-se o gatilho da lança a calda inseticida sai através de um bico dosador e pode ser aplicada nas superfícies ou nos locais de infestação. Essa técnica permite a aplicação de inseticidas líquidos, formulados em concentrado emulsionável, suspensão concentrada, micro-encapsulado e pó molhável.
- Atomização - é quando usa-se um atomizador com motor à gasolina de dois tempos ou motor elétrico. O motor faz girar uma ventoinha que gera um turbilhão de "vento" num duto e na saída desse é liberado a calda inseticida que devido a força do "vento" vindo pelo duto "quebra" a calda inseticida em partículas finas ou seja atomizadas. A vazão é controlada com um registro com quatro níveis de abertura. Essa técnica também permite a aplicação de inseticidas líquidos, formulados em concentrado emulsionável, suspensão concentrada, micro-encapsulado e pó molhável.
- Polvilhamento - usando-se uma polvilhadeira pode-se aplicar o inseticida formulado em pó seco em frestas, dutos de esgoto, etc.
- Aplicação de gel - essa técnica é exclusiva da formulação de inseticida em gel, que pode ser aplicado através de uma pistola aplicadora cuja regulagem é feita para que o gel saia em forma de gotas. Alguns inseticidas nessa formulação é envasado em seringas com a mesma finalidade de aplicação. Os inseticidas formulados em gel podem são distintos ou seja existem o gel para controle de baratas e o gel para o controle de formigas.

Efeito dos inseticidas:
- Desalojante – provoca a saída do inseto de seu esconderijo. Essa característica vai depender do grupo químico e da molécula do princípio ativo do inseticida. Geralmente os inseticidas líquidos formulados em concentrado emulsionável causam esse efeito desalojante.
- Choque - elimina instantaneamente o inseto. Essa característica é importante quando não se deseja que insetos saiam perambulando pelo ambiente depois da aplicação. A molécula Diclorvós ou DDVP foi muito utilizada pois tinha um efeito knock-dow muito evidente e em cerca de um minuto fulminava os insetos. Hoje existem outras moléculas que causam esse efeito porém são um pouco mais lentas a vantagem é que essas moléculas pertencem a grupos químicos menos tóxicos ao homem, animais domésticos e ao meio ambiente.
- Residual - garante ação inseticida por longo tempo. Essa característica vem sendo questionada e hoje não existem muitos inseticidas para uso urbano que deixem um longo tempo de residual no ambiente tratado pois, com as questões ambientais em evidência no mundo todo não é mais aceitável que um inseticida permaneça por longos períodos no ambiente como era a principal característica do grupo químico dos organoclorados (DDT), hoje proibidos.

## Perigos do uso de inseticidas

### Na natureza
O uso de inseticidas é considerado como um dos principais fatores responsáveis pelo aumento da produtividade agrícola durante o século XX. No entanto, a maior parte dos inseticidas oferece riscos para o meio ambiente, através de impactos nos ecossistemas gerados pela poluição da água principalmente. Esses riscos ocorrem quando os inseticidas são utilizados de forma indiscriminada. As indústrias responsáveis e que mantêm uma politica ambiental ou socioambiental concreta também vêm pesquisando novos grupos químicos menos impactante ao meio ambiente.[carece de fontes?]
Um estudo conduzido pelos pesquisadores Sebastian Stehle e Ralf Schulz, do Instituto de Ciências Ambientais da Universidade de Koblenz-Landau, na Alemanha, apontou que a poluição dos cursos de água é subestimada e tem um impacto devastador sobre os ecossistemas aquáticos. O estudo, publicado em 2015 pela revista da Academia Americana de Ciências (PNAS), avaliou 838 estudos publicados sobre 2,5 mil ambientes aquáticos, como rios, estuários e cursos d'água de 73 países no período 1962-2012. Foi avaliada a presença dos 28 pesticidas mais utilizados para identificar se sua concentração superava os limites autorizados. Nos ambientes que apresentaram pesticidas, 52,4% das detecções excedia os limites legais, incluindo países em que o uso de inseticidas é fortemente regulado. De acordo com os pesquisadores, a integridade biológica dos recursos mundiais de água está ameaçada, pois os níveis autorizados já implicam na redução de 30% da população de macro-invertebrados bentônicos. Entre 1955 e 2000, a produção de pesticidas cresceu 750% e criou um mercado de 50 bilhões de dólares.

### Em pessoas
Os inseticidas oferecem riscos para a saúde dos seres humanos, pois são tóxicos. Esse risco ocorre quando se utiliza os inseticidas de forma incorreta como o autosserviço em casas onde os cidadãos comuns acabam por cometer erros de aplicação pois desconhecem as técnicas e equipamentos corretos.  Mas nem sempre as pessoas estão em contato com inseticidas, as pessoas que trabalham com esses produtos seguem normas para a aplicação principalmente nas áreas urbanas onde utilizam os equipamentos de proteção individual (EPI), como luvas, respiradores semi-faciais com elemento filtrante contra vapores orgânicos, roupas de algodão, sapatos de segurança, óculos, protetor auricular e capacete quando necessário. Outro fator importante é que essas pessoas sabem como utilizar as técnicas pois são treinados e zelam pela segurança das pessoas e do meio ambiente.
Outros, por sua vez, são encontrados em alimentos contaminados por inseticidas quando o uso é indiscriminado por parte de agricultores ou por não seguirem o período de carência, que é o período que um determinado produto agrícola poderá ser colhido e comercializado após a aplicação do defensivo (inseticida) na lavoura. Esse período é determinado pelo fabricante depois de vários testes em campo antes da comercialização dos inseticidas. A orientação para aplicação na lavoura é feita por Engenheiros Agrônomos e Técnicos Agrícolas que fazem com que os agricultores façam o uso correto dessa ferramenta de controle.
Os inseticidas domissanitários registrados no Mistério da Saúde do Brasil apresentam uma ótima margem de segurança se for feito o uso correto dos mesmos, por isso é que as empresas de controle e vetores e pragas urbanas são responsáveis pela aplicação na prestação de serviço de desinsetização. O mesmo se aplica aos inseticidas e demais produtos utilizados na agricultura (registrados no Ministério da Agricultura).
A toxicidade é medida em miligramas por quilo e é classificada como DL50. Na DL50, quanto maior o número menos tóxico é o inseticida e quanto menor o número mais tóxico. Ex1: DL50 = 5000 miligramas/kg. Esse é um inseticida com auto grau de segurança. Ex2: DL50 117 miligramas por Kg, trata-se de um inseticida tóxico, cuja manipulação deve ser feita por pessoas treinadas.
A DL50 é a quantidade de uma determinada substância que é necessário ingerir ou administrar para provocar a morte a pelo menos 50% da população em estudo. Geralmente expressa-se em mg/kg.
A toxicidade da maioria dos defensivos é expressa em termos do valor da Dose Média Letal (DL50), por via oral, representada por miligramas do produto tóxico por quilo de peso vivo, necessários para matar 50% de ratos e outros animais-testes. 
Hoje a maioria dos inseticidas domissanitários (uso em áreas urbanas) tem uma boa margem de segurança mas não podem ser manipulados sem treinamento adequado ou por pessoas comuns, pois existem legislações especificas para isso, dando exclusividade como para as empresas especializadas devidamente registradas.

## Cuidados no manuseio
Existem várias recomendações para o uso de inseticidas. Alguns exemplos: 
- Usar apenas equipamentos para aplicação que estejam em boas condições de uso (calibrados), ou seja, não possibilitem o risco de vazamentos, por exemplo.
- Ter cuidado com o manuseio de embalagens de inseticidas, evitando respingos, derramamento do produto, etc.

## Ecológico amigável
Os cientistas desenvolveram isca de hidrogéis à base de algas marinhas. A isca que pode ser aplicada ao solo onde as formigas forrageiam. Pode reduzir as populações de formigas em cerca de 80%. A isca também pode ser usada em ambientes agrícolas e urbanos.

## Classificação química
Os inseticidas podem ser classificados de acordo com seu grupo químico a qual a molécula pertence. As empresas fabricantes de inseticidas vem pesquisando e desenvolvendo novos grupos químicos e novas moléculas ou princípio ativo (PA) para inseticidas. Essas pesquisas visam colocar no mercado princípios ativos que possam ser mais eficientes no controle e menos tóxicos.
Lista de alguns grupos químicos de inseticidas:
- Organoclorado;
- Benzoil ureia;
- Diacilhidrazina;
- Neonicotinóide;
- Nicotinóide;
- Organofosforados;
- Organofosforados sistêmicos;
- Amidino Hidrazona
- Carbamato;
- Carbamato sistêmico;
- Ditiocarbamato;
- Ciclodienoclorados;
- Triazinamina;
- Feniltioureia;
- Piretroide;
- Deltametrina
- Cipermetrina
- Lambdacialotrina
- Imidacioprido